# Sloanea pittieriana
Sloanea pittieriana är en tvåhjärtbladig växtart som beskrevs av Julian Alfred Steyermark. Sloanea pittieriana ingår i släktet Sloanea och familjen Elaeocarpaceae. Inga underarter finns listade i Catalogue of Life.